# Rostislav Alexandrovitch de Russie
 (août 2018).
Si vous disposez d'ouvrages ou d'articles de référence ou si vous connaissez des sites web de qualité traitant du thème abordé ici, merci de compléter l'article en donnant les références utiles à sa vérifiabilité et en les liant à la section « Notes et références ».
Rostislav Alexandrovitch de Russie, né le 24 novembre 1902 à Aï-Todor, près de Yalta, en Russie, et mort le 31 juillet 1978 à Cannes, en France, est un prince russe, membre de la maison de Holstein-Gottorp-Romanov. Grand-duc de Russie, il est un neveu du tsar Nicolas II par sa mère.

## Famille
Rostislav Alexandrovitch de Russie est le fils du grand-duc Alexandre Mikhaïlovitch de Russie dit « Sandro » et de la grande-duchesse Xenia Alexandrovna de Russie.

### Mariages et descendance
Le 1er septembre 1928, Rostislav Alexandrovitch de Russie épouse à Chicago, la princesse Alexandra Pavlovna Galitzina (1905-2006), fille du prince Paul Galitzine et d'Alexandra Nicolaïevna Mestchersky. Un enfant est né de cette union : Rostislav Rostislavovitch de Russie (1938-1999). Le couple divorce le 9 novembre 1944.
Le 7 août 1945, Rostislav Alexandrovitch de Russie se remarie avec Alice Eilken (1923-1996). Un enfant est né de cette union : Nicolas Rostislavovitch Romanov (1945-2000). Le couple divorce le 11 avril 1951.
Le 19 novembre 1954, Rostislav Alexandrovitch de Russie épouse en troisièmes noces à Chicago Hedwige Eva Maria Gertrud von Chappuis (1905-1997), fille de Karl von Chappuis. Le couple n'a pas d'enfants.

## Inhumation
Le grand-duc Rostislav Aleksandrovitch de Russie est inhumé au cimetière de la Caucade à Nice.

## Généalogie
Rostislav Alexandrovitch de Russie appartient à la quatrième branche issue de la première branche de la Maison d'Oldenbourg-Russie (Holstein-Gottorp-Romanov), elle-même issue de la première branche de la Maison d'Holstein-Gottorp. Ces trois branches sont issues de la première branche de la Maison d'Oldenbourg. Par sa mère, la grande-duchesse Xenia Alexandrovna de Russie, il est un petit-fils de l'empereur Alexandre III de Russie, un neveu de Nicolas II de Russie, par son père, il est le descendant du tsar Nicolas Ier de Russie.